# فتحي العشري
فتحي العشري هو كاتب مصري. من أهم مؤلفاته: أيام مع نجيب محفوظ (2018)، ونبضات المسرح (2014)، وكوكتو (2017).
ترشح لانتخابات النقابة العامة لاتحاد كتاب مصر، أن قرار ترشحه جاء بعد انقطاع طويل، وأن الهدف الرئيسي من ترشحه هو الحفاظ على كرامة الكاتب المصري واستعادتها.

## مؤلفاته
| الاسم                             | دار النشر                       | تاريخ النشر | عدد الصفحات | ردمك ISBN            | المصدر               |
| --------------------------------- | ------------------------------- | ----------- | ----------- | -------------------- | -------------------- |
| صرخات فوق المسرح                  | دار المعارف                     | 1998        |             |                      | [ 7 ] [ 8 ]          |
| مفكرون لكل العصور                 | الدار المصرية اللبنانية         | 1989        | 226         |                      | [ 9 ] [ 10 ] [ 11 ]  |
| سينما نعم.. سينما لا              | الهيئة المصرية العامة للكتاب    | 1982        | 122         | (ردمك 9771250)       | [ 12 ] [ 13 ] [ 14 ] |
| محمد عبد الوهاب ومائة عام         | الهيئة الإقليمية لتنشيط السياحة | 2001        | 522         | (ردمك 9789957066604) | [ 15 ]               |
| جرنيكا                            | مكتبة الدار العربية للكتاب      |             | 139         |                      | [ 16 ]               |
| عادل إمام: إشراقة قومية           | الهيئة الإقليمية لتنشيط السياحة | 2000        |             |                      | [ 17 ]               |
| قمم عربية وغربية                  | الشركة العرية للطباعة والنشر    |             | 286         |                      | [ 18 ]               |
| نبض العصر                         | دار غريب للطباعة والنشر         | 1987        | 262         |                      | [ 19 ]               |
| دون كيشوت                         | الهيئة المصرية العامة للكتاب    | 2010        | 208         |                      | [ 20 ] [ 21 ]        |
| ألوان العصر                       | المكتبة الأكاديمية              | 2006        |             | (ردمك 9772812789)    | [ 22 ] [ 23 ] [ 24 ] |
| دقات المسرح                       | دار غريب للطباعة والنشر         | 1973        | 227         | (ردمك 9789957067342) | [ 25 ] [ 26 ]        |
| سينما نعم سينما لا ثالث مرة       | المكتبة الأكاديمية              | 2007        | 477         |                      | [ 27 ]               |
| سينما نعم .. سينما لا .. ثاني مرة | المكتبة الأكاديمية              | 2006        | 352         |                      | [ 28 ]               |
| فصل في الكونغو                    | الهيئة المصرية العامة للكتاب    |             |             |                      | [ 29 ]               |
| الإنسان كلمة : شخصيات ودراسات     | الهيئة المصرية العامة للكتاب    | 1988        |             |                      | [ 30 ]               |
| جرنيكا ازمة انسان العصر           | الهيئة المصرية العامة للكتاب    | 1998        |             |                      | [ 31 ]               |
| مدن لها تاريخ                     | الهيئة المصرية العامة للكتاب    | 2014        |             |                      | [ 32 ]               |
| أيام مع نجيب محفوظ                | الهيئة المصرية العامة للكتاب    | 2018        |             |                      | [ 33 ] [ 34 ]        |